# Turaida
 For alternative betydninger, se Turaida (flertydig). (Se også artikler, som begynder med Turaida)
Turaida (tysk: Thoraida eller Treyden) er en landsby med 214 indbyggere, som ligger 90 m.o.h. i Krimuldas pagasts og Krimuldas novads i Letland på den nordlige side af floden Gauja, cirka 10 kilometer fra novads-centeret Ragana og 57 kilometer fra hovedstaden Riga.
Landsbyen opstod omkring Turaidaborgen og Turaida Herregård og fik i 1935 status som landsby (lettisk: ciems). I 1953 blev dele af det oprindelige Turaida underlagt Sigulda, herunder borgruinen samt Gaujadalen. Til og med den 31. december 1949 var Turaida centrum for Turaidas pagasts, som lå i det daværende Rigas apriņķis (Rigakredsen). Turaida har i dag en grundskole og en i anledning af 150-året for Krišjānis Barons fødsel opført skulpturpark med værker udført af den lettiske kunstner Indulis Ranka.